# 27895 Yeduzheng
27895 Yeduzheng è un asteroide della fascia principale. Scoperto nel 1996, presenta un'orbita caratterizzata da un semiasse maggiore pari a 2,5897504 UA e da un'eccentricità di 0,1036292, inclinata di 14,41714° rispetto all'eclittica.